# Multnomah County
Multnomah County ist ein County im US-Bundesstaat Oregon. Das U.S. Census Bureau hat bei der Volkszählung 2020 eine Einwohnerzahl von 815.428 ermittelt. Der Sitz der Countyverwaltung (County Seat) befindet sich in Portland, der größten Stadt Oregons.

## Geschichte
Das County wurde am 22. Dezember 1854 gegründet und nach Häuptling Multnomah benannt.
Im County liegen sechs National Historic Landmarks. 581 Bauwerke und Stätten des Countys sind im National Register of Historic Places (NRHP) eingetragen (Stand 18. Juli 2018).

## Geographie
Das County hat eine Fläche von 1206 Quadratkilometern; davon sind 79 Quadratkilometer (6,53 Prozent) Wasserfläche. Damit ist es das kleinste County des Staates.

## Demografische Daten

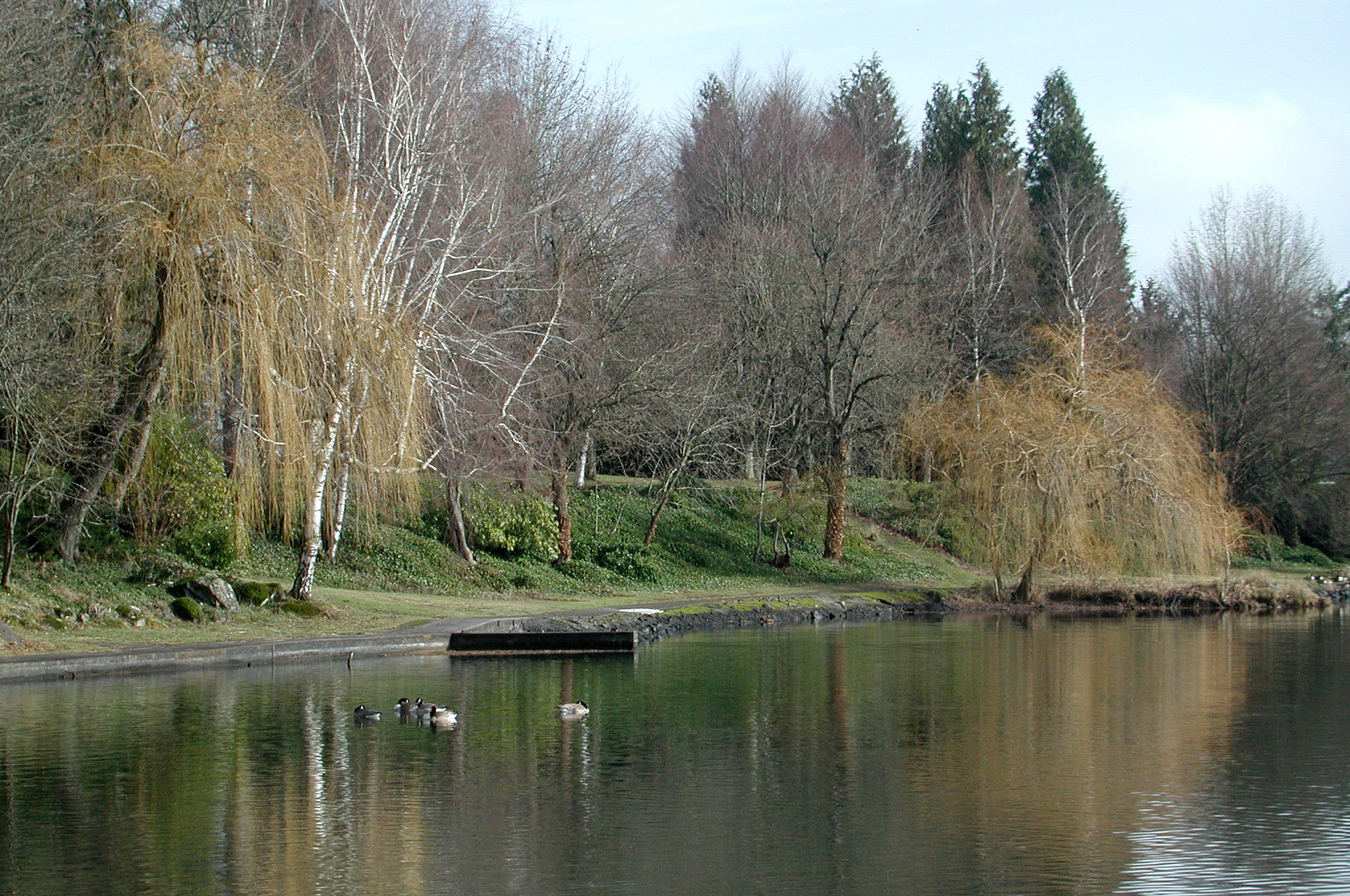
Der Blue Lake im Blue Lake Regional Park

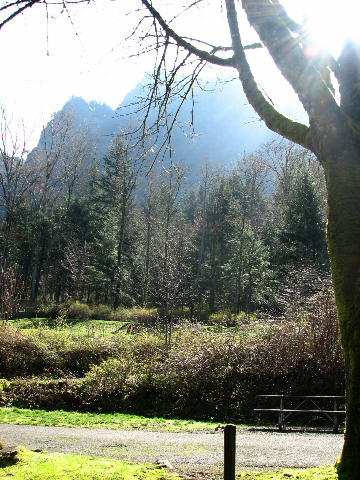
Der Ainsworth State Park

Nach der Volkszählung im Jahr 2000 lebten im County 660.486 Menschen. Es gab 272.098 Haushalte und 152.102 Familien. Die Bevölkerungsdichte betrug 586 Einwohner pro Quadratkilometer. Ethnisch betrachtet setzte sich die Bevölkerung zusammen aus 79,16 % Weißen, 5,67 % Afroamerikanern, 1,03 % amerikanischen Ureinwohnern, 5,70 % Asiaten, 0,35 % Bewohnern aus dem pazifischen Inselraum und 4,03 % Prozent aus anderen ethnischen Gruppen; 4,07 % stammten von zwei oder mehr ethnischen Gruppen ab. 7,51 % der Bevölkerung waren spanischer oder lateinamerikanischer Abstammung.
Von den 272.098 Haushalten hatten 26,50 % Kinder und Jugendliche unter 18 Jahre, die bei ihnen lebten. 40,90 % waren verheiratete, zusammenlebende Paare, 10,80 % waren allein erziehende Mütter. 44,10 % waren keine Familien. 32,50 % waren Singlehaushalte und in 8,60 % lebten Menschen im Alter von 65 Jahren oder darüber. Die Durchschnittshaushaltsgröße betrug 2,37 und die durchschnittliche Familiengröße lag bei 3,03 Personen.
Auf das gesamte County bezogen setzte sich die Bevölkerung zusammen aus 22,30 % Einwohnern unter 18 Jahren, 10,30 % zwischen 18 und 24 Jahren, 33,80 % zwischen 25 und 44 Jahren, 22,50 % zwischen 45 und 64 Jahren und 11,10 % waren 65 Jahre alt oder darüber. Das Durchschnittsalter betrug 35 Jahre. Auf 100 weibliche Personen kamen 98,00 männliche Personen, auf 100 Frauen im Alter ab 18 Jahren kamen statistisch 96,10 Männer.
Das jährliche Durchschnittseinkommen eines Haushalts betrug 41.278 USD, das Durchschnittseinkommen der Familien betrug 51.118 USD. Männer hatten ein Durchschnittseinkommen von 36.036 USD, Frauen 29.337 USD. Das Prokopfeinkommen betrug 22.606 USD. 12,70 % der Bevölkerung und 8,20 % der Familien lebten unterhalb der Armutsgrenze. 15,40 % davon waren unter 18 Jahre und 9,80 % waren 65 Jahre oder älter.

## Städte
| - Fairview - Gresham | - Lake Oswego - Maywood Park | - Portland (Oregon) - Troutdale | - Wood Village |

## Gemeindefreie Gebiete
| - Bonneville - Corbett | - Dunthorpe - Latourell |